# ألباني (أستراليا)
ألباني (بالإنجليزية: Albany)‏ هي مدينة تقع في أستراليا الغربية على بعد 420 كيلومترا جنوب جنوب شرقي مدينة بيرث على المحيط المتجمد الجنوبي. في عام 2006 ، كان يبلغ عدد سكانها 25.196 نسمة. مدينة ساحلية فضلا عن كونه أقدم مستوطنة في غربي أستراليا، والتي أسسها الكابتن ادموند لوكير في 1826.

## المناخ
يظهر الجدول التالي التغييرات المناخية على مدار السنة لألباني:
| البيانات المناخية لـألباني               | البيانات المناخية لـألباني | البيانات المناخية لـألباني | البيانات المناخية لـألباني | البيانات المناخية لـألباني | البيانات المناخية لـألباني | البيانات المناخية لـألباني | البيانات المناخية لـألباني | البيانات المناخية لـألباني | البيانات المناخية لـألباني | البيانات المناخية لـألباني | البيانات المناخية لـألباني | البيانات المناخية لـألباني | البيانات المناخية لـألباني |
| الشهر                                    | يناير                      | فبراير                     | مارس                       | أبريل                      | مايو                       | يونيو                      | يوليو                      | أغسطس                      | سبتمبر                     | أكتوبر                     | نوفمبر                     | ديسمبر                     | المعدل السنوي              |
| ---------------------------------------- | -------------------------- | -------------------------- | -------------------------- | -------------------------- | -------------------------- | -------------------------- | -------------------------- | -------------------------- | -------------------------- | -------------------------- | -------------------------- | -------------------------- | -------------------------- |
| الدرجة القصوى °م (°ف)                    | 41.7 (107.1)               | 44.8 (112.6)               | 40.8 (105.4)               | 37.7 (99.9)                | 35.2 (95.4)                | 24.6 (76.3)                | 22.8 (73.0)                | 27.3 (81.1)                | 30.6 (87.1)                | 36.2 (97.2)                | 41.1 (106.0)               | 42.2 (108.0)               | 44.8 (112.6)               |
| متوسط درجة الحرارة الكبرى °م (°ف)        | 22.8 (73.0)                | 22.9 (73.2)                | 22.3 (72.1)                | 20.9 (69.6)                | 18.6 (65.5)                | 16.6 (61.9)                | 15.8 (60.4)                | 16.3 (61.3)                | 17.3 (63.1)                | 18.5 (65.3)                | 20.4 (68.7)                | 21.8 (71.2)                | 19.5 (67.1)                |
| متوسط درجة الحرارة الصغرى °م (°ف)        | 15.2 (59.4)                | 15.5 (59.9)                | 14.7 (58.5)                | 12.8 (55.0)                | 10.7 (51.3)                | 9.1 (48.4)                 | 8.2 (46.8)                 | 8.4 (47.1)                 | 9.3 (48.7)                 | 10.5 (50.9)                | 12.4 (54.3)                | 14.0 (57.2)                | 11.7 (53.1)                |
| أدنى درجة حرارة °م (°ف)                  | 7.8 (46.0)                 | 7.2 (45.0)                 | 6.1 (43.0)                 | 4.8 (40.6)                 | 2.4 (36.3)                 | 1.7 (35.1)                 | 0.1 (32.2)                 | 1.6 (34.9)                 | 2.0 (35.6)                 | 3.4 (38.1)                 | 5.6 (42.1)                 | 6.7 (44.1)                 | 0.1 (32.2)                 |
| معدل هطول الأمطار مم (إنش)               | 23.7 (0.93)                | 22.6 (0.89)                | 38.4 (1.51)                | 68.7 (2.70)                | 116.4 (4.58)               | 132.3 (5.21)               | 142.7 (5.62)               | 125.9 (4.96)               | 101.6 (4.00)               | 78.8 (3.10)                | 45.0 (1.77)                | 30.2 (1.19)                | 929.3 (36.59)              |
| متوسط الأيام الممطرة                     | 7.9                        | 7.6                        | 11.0                       | 14.1                       | 18.1                       | 20.0                       | 21.5                       | 21.0                       | 18.3                       | 16.3                       | 12.2                       | 9.5                        | 177.5                      |
| Average afternoon رطوبة نسبية (%)        | 67                         | 67                         | 69                         | 69                         | 70                         | 70                         | 70                         | 68                         | 69                         | 70                         | 68                         | 67                         | 69                         |
| المصدر: Australian Bureau of Meteorology |                            |                            |                            |                            |                            |                            |                            |                            |                            |                            |                            |                            |                            |

## توأمة
لألباني (أستراليا) اتفاقيات توأمة مع:
- توميوكا

## أعلام
- هارفي بارنت
- آرثر درايفر
- تيد روبرتسون
- مارك اتكينز
- ريتشل هوكس
- اريك جيمس
- بيتر دراموند
- راسيل دوماس